# 法马
法马是巴西米纳斯吉拉斯州的一个市镇。总面积86.132平方公里，总人口2219人，人口密度25.8人/平方公里。